# St. Ulrich (Avolsheim)

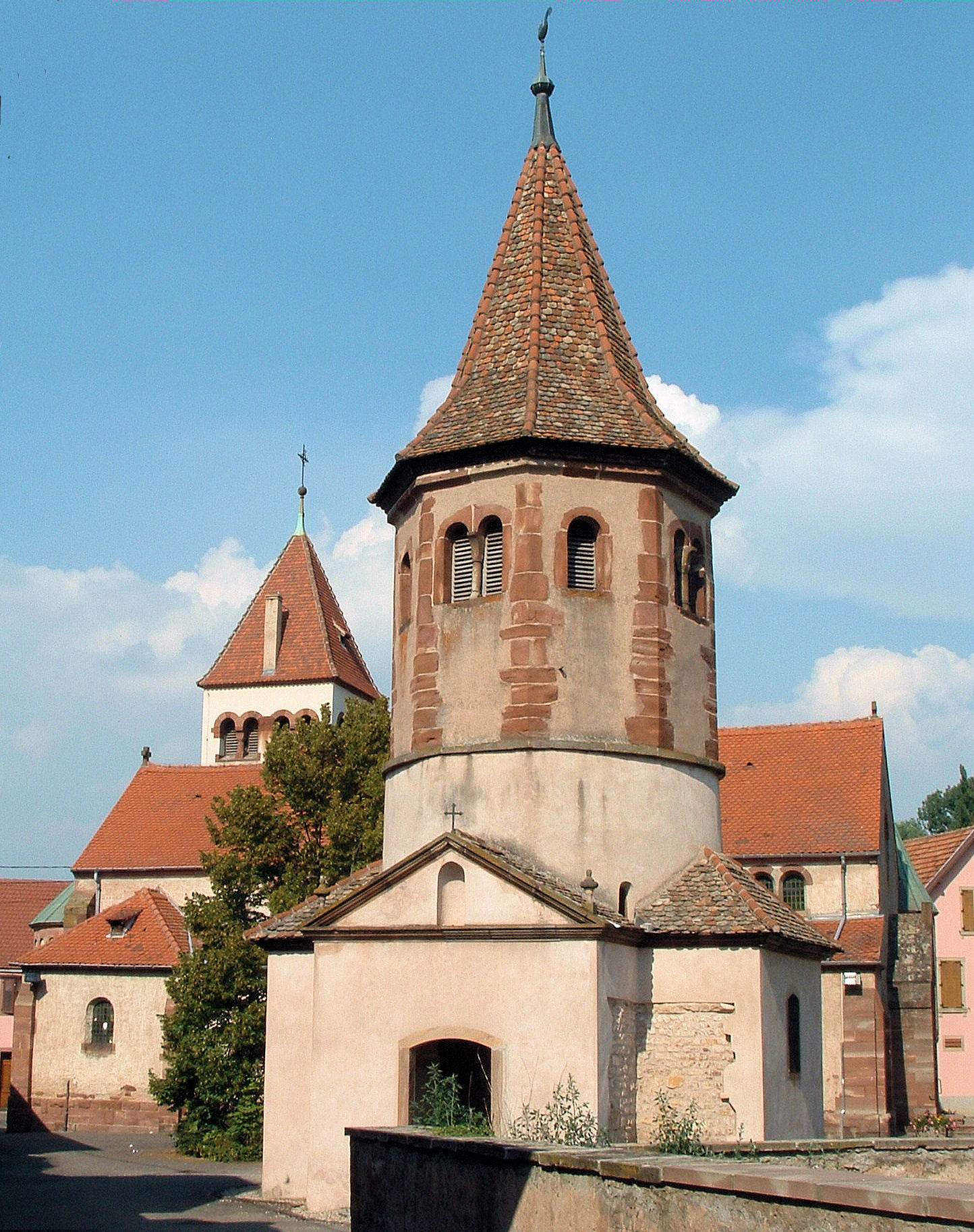
Ansicht von Westen, im Hintergrund St. Maternus

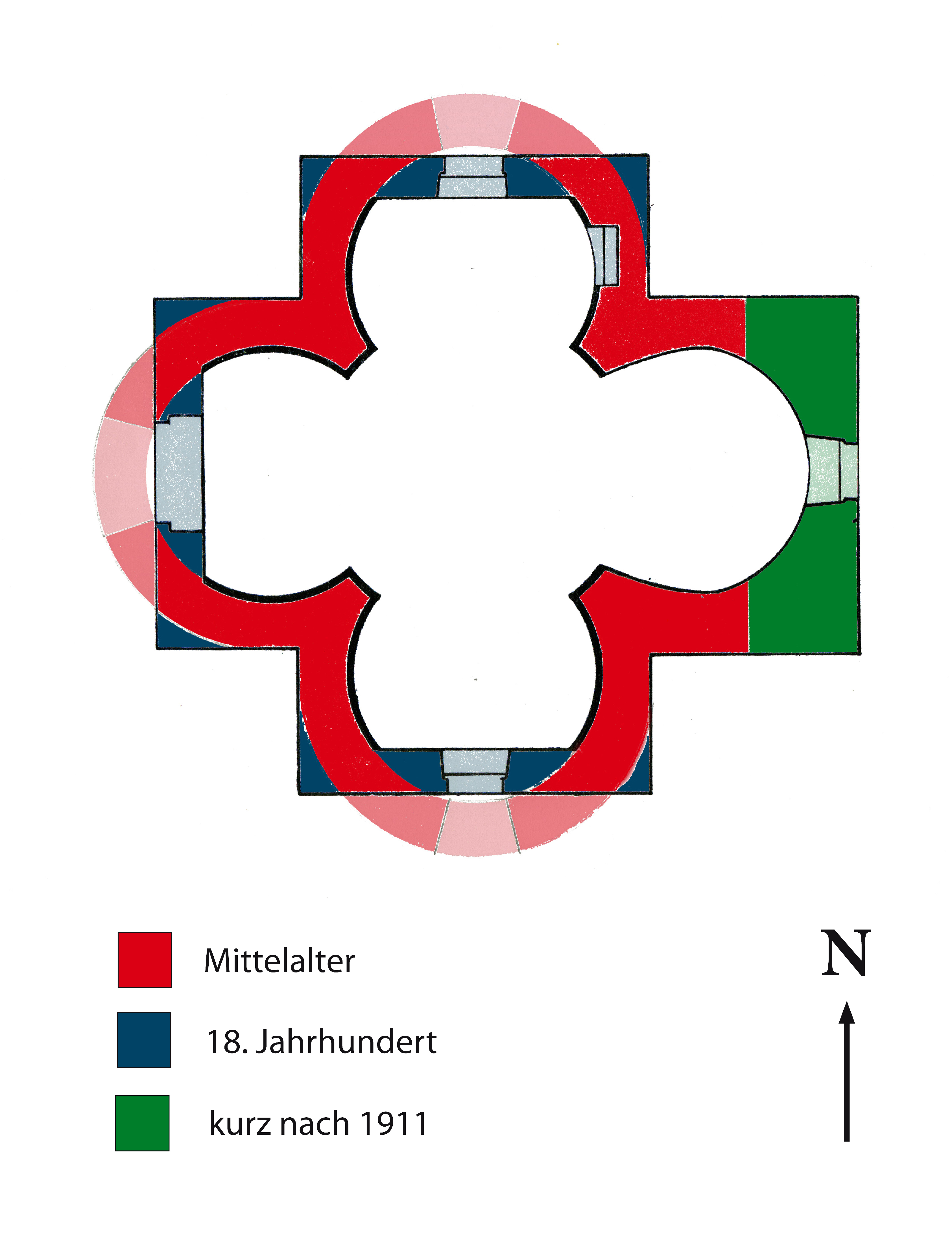
Grundriss mit Bauphasen

St. Ulrich ist eine romanische Kapelle in der Form eines Zentralbaus in Avolsheim. Die Kapelle ist seit 1862 als Monument historique klassifiziert.

## Geografische Lage
Die Kapelle St. Ulrich steht in Avolsheim im Département Bas-Rhin in der Region Elsass, in Frankreich, mitten im Dorf. Neben ihr wurde am Anfang des 20. Jahrhunderts die neuromanische Kirche St. Maternus errichtet, für die es keinen Vorgängerbau am Ort gab. Die historische Pfarrkirche von Avolsheim war Dompeter und lag südlich des Dorfes, auf freiem Feld.

## Geschichte
Die ursprüngliche Funktion der Kapelle St. Ulrich ist unbekannt, auch nicht ob St. Ulrich das ursprüngliche Patrozinium ist. Die erhaltene Malerei im Innenraum wurde dahin gedeutet, dass das Gebäude als Baptisterium gedient habe. Die heute erhaltene Malerei wurde aber viele Jahre nach Entstehung des Ursprungsbaus dort angebracht – wie viel später, hängt von der umstrittenen Datierung des Bauwerks ab. Heute ist die Deutung als Baptisterium umstritten.
Umstritten ist auch, wann das Bauwerk errichtet wurde. Die Datierung reicht vom 9. Jahrhundert über die Literatur, die es auf die Zeit um 1000 datiert, bis zur Denkmalpflegebehörde, die davon ausgeht, dass das Gebäude im letzten Viertel des 11. Jahrhunderts errichtet wurde.
1160 wurde der achteckige Turm aufgesetzt. Aus dieser Zeit stammen wohl auch die Deckengemälde, die bei einer Restaurierung 1967/1968 freigelegt wurden.
Wegen der abgelegenen Lage der historischen Pfarrkirche diente St. Ulrich für die Werktags-Gottesdienste des Ortes. 1773/4 fügte die Gemeinde dafür an die Ostseite ein Langschiff an, wodurch das mittelalterliche Gebäude zur Vorhalle wurde, und nahm auch weitere Änderungen am Gebäude vor, vor allem wurden die Außenrundungen der Apsiden abgetragen und durch flache Wände ersetzt, ein Umbau, der im Nachhinein oft bedauert wurde. Das im 18. Jahrhundert angebaute Langschiff wurde nach Weihe der neuen Kirche 1911 wieder abgerissen. Seit 1862 ist das Gebäude als Kulturdenkmal klassifiziert.

## Bauwerk

### Gebäude

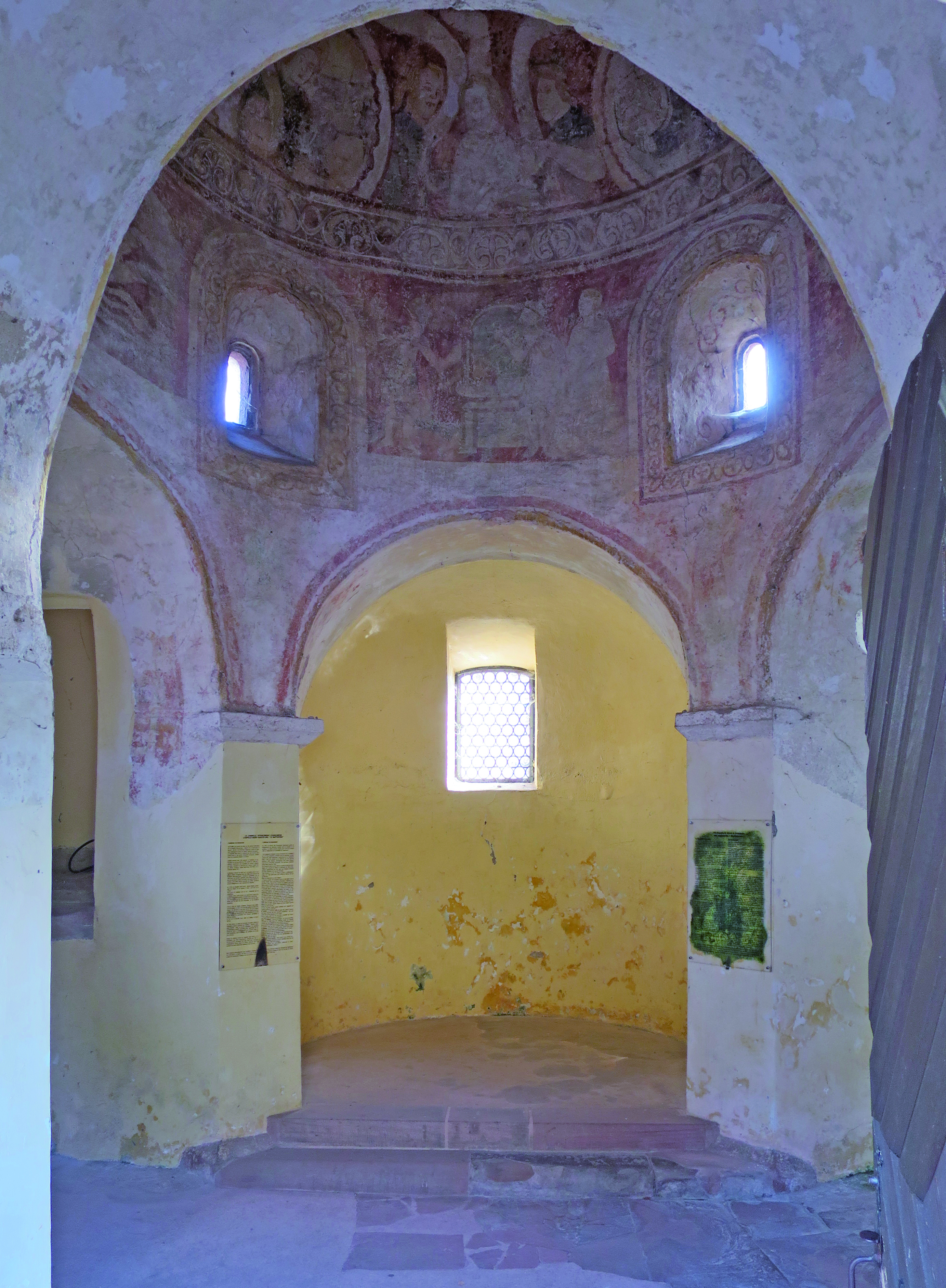
Blick vom Eingang nach Osten

St. Ulrich wurde auf einem Vierpass-Grundriss errichtet: Die Mitte bildet eine Rotunde, die eine Kuppel überwölbt. Um diese herum waren vier im Grundriss innen hufeisenförmige, außen halbrunde Apsiden angeordnet. In der westlichen befand sich die Tür, die drei anderen hatten je ein Fenster.

### Ausmalung

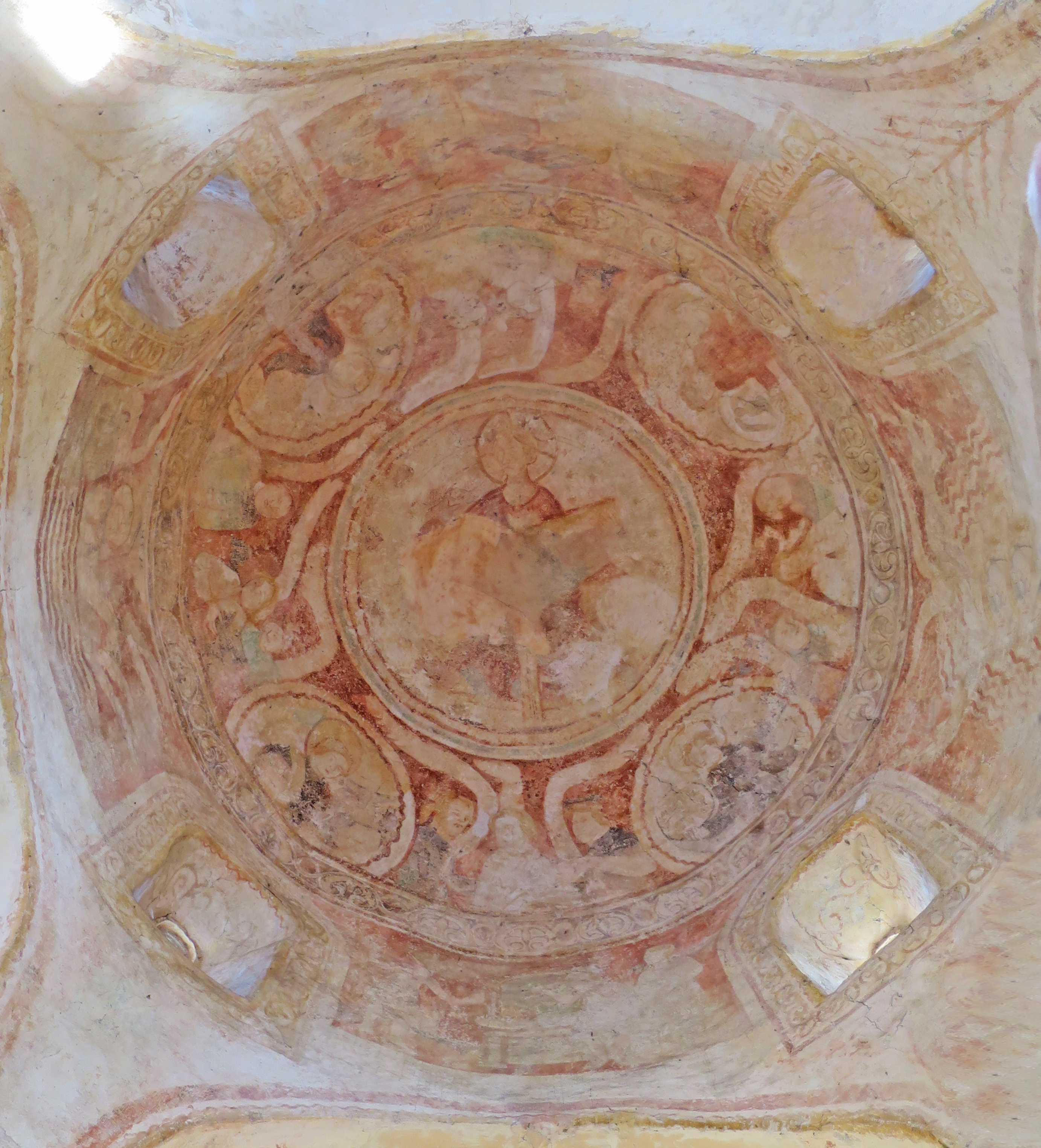
Ausmalung der Kuppel

Die heute sehr blasse Malerei in der Kuppel ist in drei übereinander liegenden Zonen angeordnet:
- Im Kreis des zentralen und obersten Felds ist die Heilige Dreifaltigkeit vor einem Sternenhimmel dargestellt, der thronende Gottvater hält in der linken das Kreuz mit dem Corpus Christi[12], nach anderer Deutung das Evangelium.[13] Der Heilige Geist war vermutlich in einem Bereich dargestellt, dessen Farbe heute nicht mehr vorhanden ist.
- Der mittlere Ring zeigt die vier Evangelisten und dazwischen Gruppen von zu je drei Engeln[14], nach anderer Deutung die 12 Apostel.[15]
- Unterer Ring: Hier befinden sich vier Fenster, die den unteren Ring in vier Bildfelder teilen:
  - Gegenüber dem Eingang: Ein thronender König mit Diener, davor ein junger Mann in kurzer fränkischer Tunika. Eine Deutung ist, dass es sich um König Saul und den jungen David handelt.[16]
  - Rechte Seite: Ein Mann, an Händen und Füßen gebunden, schwimmt auf Wasser, von einem Engel begleitet, auf eine Tür zu.
  - Linke Seite: Ein Mann mit Heiligenschein, bis zur Brust ins Wasser getaucht und von Engeln begleitet.
  - Über der Türe: Zwei Heilige, einer von mächtiger Statur, der dem Schmächtigen einen Schlüssel reicht. Dargestellt könnte sein, wie Petrus seinen Jünger Maternus anweist, das Elsass zu missionieren.[17] Im Mittelalter war eine entsprechende Legende verbreitet.[18]